# Cerkiew św. Dymitra Sołuńskiego w Wierchniej Uftiudze
Cerkiew św. Dymitra Sołuńskiego – prawosławna cerkiew we wsi Wierchniaja Uftiuga w obwodzie archangielskim.
Świątynia powstała w 1784. Reprezentuje architekturę typową dla późnych drewnianych świątyń Rosyjskiej Północy krytych dachem namiotowym. Charakterystyczną cechą obiektu jest brak dostawionej do nawy cerkiewnej jadalni, występującej w wielu innych drewnianych cerkwiach regionu. Istnieje teza, iż był to celowy zabieg architekta, pragnącego podkreślić wznoszenie się obiektu ku górze. Wejście do cerkwi prowadzi przez galerię krytą daszkiem. Dolny poziom głównej nawy świątyni wzniesiony jest na planie kwadratu. Na wyższej ośmiobocznej podstawie wznosi się dach namiotowy o łącznej wysokości 40 metrów. Pomieszczenie ołtarzowe świątyni jest zamknięte pięciobocznie, ponad nim oraz na szczycie dachu znajdują się niewielkie cebulaste kopułki.
Cerkiew wpisana jest do rejestru zabytków Rosji o znaczeniu ogólnofederalnym. Istniał projekt stworzenia w miejscowości muzeum etnograficznego, zaś cerkiew odrestaurowano. Jednak po zakończeniu prac obiekt został ponownie porzucony i jego stan techniczny systematycznie się pogarsza. Nie wykonano również planowanych prac rekonstrukcyjnych (odbudowa ikonostasu) we wnętrzu.